# クロード・ノリエ
クロード・ノリエ（Claude Nollier、1919年12月12日 - 2009年2月12日）は、フランスの女優。

## 出演作品
- 裁きは終りぬ Justice est faite (1950)
- 禁断の木の実 Le Fruit défendu (1952)
- 赤い風車 Moulin Rouge (1952)
- わたしの罪ではない Il mondo le condanna (1953)
- 奥様ご用心 Pot-Bouille (1957)
- 女になる季節 The Greengage Summer (1961)
- フランス式十戒 Le Diable et les Dix Commandements (1962)